# Keep the Car Running
«Keep the Car Running» (en español: «Deja el Auto en Marcha») es una canción de la banda de indie rock canadiense Arcade Fire. Es el segundo sencillo del segundo álbum de la banda, Neon Bible en el Reino Unido (mientras «Black Mirror» es la primera vez en Estados Unidos). Esta canción fue colocado en el número 22 en la lista de las 100 mejores canciones de 2007 de la revista Rolling Stone. En octubre de 2011, NME colocó en el número 61 en su lista "150 Mejores canciones de los últimos 15 años".
El sencillo fue lanzado el 19 de marzo de 2007, en vinilo de 7" con el lado B, «Broken Window», en el Reino Unido en virtud de Rough Trade Records. Alcanzó su punto máximo en la lista de UK Singles Chart, en el número 56. El sencillo fue lanzado en Estados Unidos el 8 de mayo de 2007, en virtud de Merge Records. se titula alternativamente "Keep the Car Running/Broken Window". alcanzó el puesto número 32 en el Billboard Hot Modern Rock Tracks.

## Presentaciones en vivo
«Keep the Car Running» fue interpretada durante la aparición de la banda en Saturday Night Live el 24 de febrero de 2007.

## Lista de canciones
1. «Keep the Car Running» - 3:28
2. «Broken Window» - 6:27